# Gustav Djupsjöbacka
Gustav Mikael Djupsjöbacka, född 21 december 1950 i Borgå, är en finländsk pianist. 
Djupsjöbacka studerade 1969–1973 vid Sibelius-Akademin och därpå bland annat i Prag och Wien. Han var klaverspelare vid Radions symfoniorkester 1977–1988, därefter lektor i liedmusik vid Sibelius-Akademin och från 2004 rektor för nämnda läroanstalt. Han har ofta framträtt i Finland och utomlands som ackompanjatör vid konserter och festivaler samt hållit kurser i liedinterpretation. Han har även redigerat notutgåvor samt innehaft förtroendeuppdrag inom finländskt musikliv, bland annat som medlem av Statens tonkonstkommission 1992–1997. Han tilldelades Pro Finlandia-medaljen 2006.
Gustav Djupsjöbacka har varit gift med musikredaktör Lena von Bonsdorff sedan 1977.

## Utmärkelser
- Riddartecknet av Finlands Lejons orden,  6 december 1999[2]
- Pro Finlandia-medaljen av Finlands Lejons orden,  6 december 2006[2]
- Kommendör av kungliga norska förtjänstorden,  5 juni 2007[3]
- Kommendörstecknet av Finlands Lejons orden,  6 december 2015[2]

[Redigera Wikidata]